# توماس باراک
توماس باراک (انگلیسی: Thomas J. Barrack Jr.؛ زادهٔ ۲۸ آوریل ۱۹۴۷) سیاستمدار، کارآفرین و سرمایه‌دار اهل ایالات متحده آمریکا است.